# (248) Ламия
(248) Лами́я (др.-греч. Λάμια) — типичный астероид главного пояса, который был открыт 5 июня 1885 года австрийским астрономом Иоганном Пализой в Венской обсерватории и назван в честь Ламии, которая, согласно древнегреческой мифологии, являлась дочерью Посейдона и возлюбленной Зевса. 

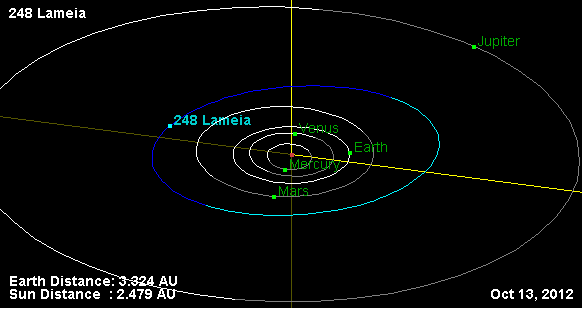
Орбита астероида Ламия и его положение в Солнечной системе